# Вугільна промисловість України

Вугільна промисловість — базова галузь економіки України, що здійснює розвідування й видобування кам'яного та бурого вугілля.

## Поклади
Географічно вугільні запаси зосереджені в п'яти областях України — насамперед у Донецькій, Луганській, Дніпропетровській. Переважна частка запасів вугілля зосереджена в Донецькому вугільному басейні. Вугілля характеризується порівняно великою зольністю — близько 25 % і високою сірчистістю — 2,5 %.
Запаси вугілля зосереджені також у Львівсько-Волинському, Дніпровському басейнах, а також у Новодмитріївському родовищі Дніпровсько-Донецької западини та Ільницькому, Рокосовському родовищах Закарпатської вугленосної площі. Кам'яне вугілля розповсюджене в Донецькому і Львівсько-Волинському басейнах, буре вугілля — в Дніпровському, Донецькому басейнах, Дніпровсько-Донецькій западині й на Закарпатській вугленосній площі.

## Геологічні запаси вугілля в Україні
За геологічними запасами викопного вугілля Україна посідає перше місце в Європі та восьме у світі. Розвідані запаси вугілля в Україні становлять 34,0 млрд. т у. п. або близько 50 млрд. т (станом на 1998 р.). Прогнозні запаси — близько 120 млрд. т. У структурі балансових запасів представлені всі марки — від вугілля бурого до високометаморфізованих антрацитів.
Питома вага марок вугілля становить (%):
- буре (Б) — 6,6;
- довгополуменеве (Д) — 22,4;
- газове (Г) — 36,1;
- газово-жирне (ГЖ) — 4,1 %;
- жирне (Ж) — 4,7 %;
- коксівне (К) — 3,1 %;
- опіснене спікливе (ОС) — 3,3 %;
- пісне (П) — 8,4;
- антрацити (А) — 11,3 %.

## Статистика видобутку вугілля
Видобуток кам'яного вугілля розпочався в Україні з 1721 року, поступово він набрав розмаху і досяг свого піку у 1976 році. Його ріст видно з таблиці:
| Видобуток вугілля в Україні, млн. т | Видобуток вугілля в Україні, млн. т | Видобуток вугілля в Україні, млн. т | Видобуток вугілля в Україні, млн. т | Видобуток вугілля в Україні, млн. т | Видобуток вугілля в Україні, млн. т | Видобуток вугілля в Україні, млн. т | Видобуток вугілля в Україні, млн. т | Видобуток вугілля в Україні, млн. т | Видобуток вугілля в Україні, млн. т | Видобуток вугілля в Україні, млн. т |
| Рік                                 | 1860                                | 1861                                | 1862                                | 1863                                | 1864                                | 1865                                | 1866                                | 1867                                | 1868                                | 1869                                |
| ----------------------------------- | ----------------------------------- | ----------------------------------- | ----------------------------------- | ----------------------------------- | ----------------------------------- | ----------------------------------- | ----------------------------------- | ----------------------------------- | ----------------------------------- | ----------------------------------- |
| Вугілля, млн. т                     | н.д.                                | 0,1▲                                | н.д.                                | н.д.                                | н.д.                                | н.д.                                | н.д.                                | н.д.                                | н.д.                                | н.д.                                |
| Рік                                 | 1870                                | 1871                                | 1872                                | 1873                                | 1874                                | 1875                                | 1876                                | 1877                                | 1878                                | 1879                                |
| Вугілля, млн. т                     | н.д.                                | н.д.                                | н.д.                                | н.д.                                | н.д.                                | н.д.                                | н.д.                                | н.д.                                | н.д.                                | н.д.                                |
| Рік                                 | 1880                                | 1881                                | 1882                                | 1883                                | 1884                                | 1885                                | 1886                                | 1887                                | 1888                                | 1889                                |
| Вугілля, млн. т                     | 1,3▲                                | 1,4▲                                | 1,6▲                                | 1,6▲                                | н.д.                                | н.д.                                | н.д.                                | н.д.                                | н.д.                                | н.д.                                |
| Рік                                 | 1890                                | 1891                                | 1892                                | 1893                                | 1894                                | 1895                                | 1896                                | 1897                                | 1898                                | 1899                                |
| Вугілля, млн. т                     | 2,9▲                                | н.д.                                | н.д.                                | н.д.                                | н.д.                                | н.д.                                | н.д.                                | н.д.                                | н.д.                                | н.д.                                |
| Рік                                 | 1900                                | 1901                                | 1902                                | 1903                                | 1904                                | 1905                                | 1906                                | 1907                                | 1908                                | 1909                                |
| Вугілля, млн. т                     | 11,3▲                               | н.д.                                | н.д.                                | н.д.                                | н.д.                                | н.д.                                | н.д.                                | н.д.                                | н.д.                                | н.д.                                |
| Рік                                 | 1910                                | 1911                                | 1912                                | 1913                                | 1914                                | 1915                                | 1916                                | 1917                                | 1918                                | 1919                                |
| Вугілля, млн. т                     | 16,3▲                               | н.д.                                | н.д.                                | 22,5▲                               | 24,0▲                               | 23,0▼                               | 24,5▲                               | 22,0▼                               | 6,3▼                                | 4,5▼                                |
| Рік                                 | 1920                                | 1921                                | 1922                                | 1923                                | 1924                                | 1925                                | 1926                                | 1927                                | 1928                                | 1929                                |
| Вугілля, млн. т                     | 4,0▼                                | 4,0▼                                | 6,0▲                                | 7,0▲                                | 11,3▲                               | 11,3▲                               | 18,3▲                               | 22,0▲                               | 22,5▲                               | 25,0▲                               |
| Рік                                 | 1930                                | 1931                                | 1932                                | 1933                                | 1934                                | 1935                                | 1936                                | 1937                                | 1938                                | 1939                                |
| Вугілля, млн. т                     | 33,0▲                               | 36,7▲                               | 41,2▲                               | 44,0▲                               | 53,0▲                               | 59,8▲                               | 67,0▲                               | 67,2▲                               | 69,3▲                               | 70,9▲                               |
| Рік                                 | 1940                                | 1941                                | 1942                                | 1943                                | 1944                                | 1945                                | 1946                                | 1947                                | 1948                                | 1949                                |
| Вугілля, млн. т                     | 76,2▲                               | 57,2▼                               | 2,2▼                                | 2,6▲                                | 16,3▲                               | 30,3▲                               | 37,5▲                               | 45,0▲                               | 54,9▲                               | 65,0▲                               |
| Рік                                 | 1950                                | 1951                                | 1952                                | 1953                                | 1954                                | 1955                                | 1956                                | 1957                                | 1958                                | 1959                                |
| Вугілля, млн. т                     | 78,0▲                               | 81,2▲                               | 88,8▲                               | 95,6▲                               | 104,6▲                              | 120,3▲                              | 132,6▲                              | 152,1▲                              | 164,2▲                              | 167,3▲                              |
| Рік                                 | 1960                                | 1961                                | 1962                                | 1963                                | 1964                                | 1965                                | 1966                                | 1967                                | 1968                                | 1969                                |
| Вугілля, млн. т                     | 172,1▲                              | 171,4▼                              | 175,1▲                              | 179,7▲                              | 187,1▲                              | 194,3▲                              | 196,4▲                              | 199,0▲                              | 200,4▲                              | 204,4▲                              |
| Рік                                 | 1970                                | 1971                                | 1972                                | 1973                                | 1974                                | 1975                                | 1976                                | 1977                                | 1978                                | 1979                                |
| Вугілля, млн. т                     | 207,1▲                              | 209,4▲                              | 211,2▲                              | 212,6▲                              | 213,7▲                              | 215,7▲                              | 218,2▲                              | 217,1▼                              | 210,9▼                              | 204,7▼                              |
| Рік                                 | 1980                                | 1981                                | 1982                                | 1983                                | 1984                                | 1985                                | 1986                                | 1987                                | 1988                                | 1989                                |
| Вугілля, млн. т                     | 197,1▼                              | 191,1▼                              | 194,1▲                              | 190,9▼                              | 190,8▼                              | 189,0▼                              | 193,0▲                              | 192,0▼                              | 191,7▼                              | 180,2▼                              |
| Рік                                 | 1990                                | 1991                                | 1992                                | 1993                                | 1994                                | 1995                                | 1996                                | 1997                                | 1998                                | 1999                                |
| Вугілля, млн. т                     | 164,8▼                              | 135,6▼                              | 133,6▼                              | 115,7▼                              | 94,4▼                               | 83,6▼                               | 74,8▼                               | 75,6▲                               | 76,2▲                               | 81,1▲                               |
| Рік                                 | 2000                                | 2001                                | 2002                                | 2003                                | 2004                                | 2005                                | 2006                                | 2007                                | 2008                                | 2009                                |
| Вугілля, млн. т                     | 80,3▼                               | 83,4▲                               | 81,9▼                               | 79,3▼                               | 80,2▲                               | 78,0▼                               | 80,3▲                               | 75,5▼                               | 77,7▲                               | 72,2▼                               |
| Рік                                 | 2010                                | 2011                                | 2012                                | 2013                                | 2014*                               | 2015*                               | 2016*                               | 2017*                               | 2018*                               | 2019*                               |
| Вугілля, млн. т                     | 75,2▲                               | 81,9▲                               | 85,7▲                               | 83,7▼                               | 64,9▼                               | 39,7▼                               | 40,9▲                               | 34,9▼                               | 33,29▼                              | 32,8▼                               |
| Рік                                 | 2020*                               | 2021*                               | 2022                                | 2023                                | 2024                                | 2025                                | 2026                                | 2027                                | 2028                                | 2029                                |
| Вугілля, млн. т                     | 28,8▼                               | 29,388▲                             |                                     |                                     |                                     |                                     |                                     |                                     |                                     |                                     |

- — 2014— 2021 роки не враховані видобутки на окупованій Росією територією України.

## Загальна характеристика вугільної промисловості в Україні
Історія вугільної промисловості України налічує понад 120 років.
Найбільший видобуток зафіксовано у 1976 р — 218,1 млн. т, на 2007 рік — 75,5 млн. т. При цьому по Мінвуглепрому видобуто 42,2 млн. т. (Донецька область — 19,3 млн. т, Луганська — 19,4 млн. т).
Шахтний фонд становить на травень 2008 р. 160 шахт, з них 140 — державні. У 1991 р. нараховувалося 276 шахт.
Виробнича потужність наявного шахтного фонду у 2007 р. — 95 млн. т вугілля на рік. У 1991 р. — 193 млн т.
Кількість діючих лав МВП у 2007 р. — 253 , в тому числі комплексно-механізованих вибоїв — 143.
Навантаження на діючий очисний вибій становить: завдання 790 т на добу (реально у 2007 р. — 742 т на добу).
Продуктивність праці робітника (2007 р.). — 21,9 т/місяць.
Середня глибина розробки вугільних пластів — понад 720 м. Близько 20 % шахт працюють на горизонтах 1000—1400 м.
Середня товщина вугільного пласта — близько 1 м. У Донбасі близько 85 % вугілля укладено в пластах потужністю до 1,2 м.
Залягання пластів: пологе (65 %) і крутоспадне (35 %).
Фактори небезпеки: 90 % шахт небезпечні за метаном, 60 % — за вибухами вугільного пилу; 45 % — за раптовими викидами; 22 % — за самозайманням вугілля. У 2002 р. коефіцієнт травмування становив на 1 млн т 26,7 осіб, коефіцієнт смертельного травматизму — 3,3 осіб. Кількість професійних захворювань −56 тис. осіб.
Людський потенціал вугільної галузі. За останні 16 років чисельність працівників у галузі зменшилася на 640 тис. осіб (74 % загальної кількості) і сьогодні становить близько 224 тис. осіб.
Оплата праці гірників: У 2002 р. середня заробітна плата українського шахтаря по Мінвуглепорому становила 564 грн. (прожитковий мінімум на той час — 365 грн.), у 2007 році середня заробітна плата українського шахтаря — менше 2 000 грн. Серед 14 перших вуглевидобувних країн — це один з найгірших показників. У 2008 р. відбулося зростання середньої заробітної плати на 18 % — до 2683 грн. Прогнозується, що після прийняття закону України «про підвищення престижності шахтарської праці» вже у 2009—2010 рр. середня заробітна плата на підземних роботах складе 5019 грн., гірників очисного вибою — 6370 грн., прохідників — 6010 грн.
Загальна кредиторська заборгованість вугледобувних підприємств перевищує 7 млрд. грн., більшість із них — банкрути.

### Станом до 2005р.
Видобуток вугілля в Україні
| Рік  | Загальний видобуток, млн т | Середня зольність вугілля, % | В тому числі коксівне вугілля, млн т | Середня зольність, % |
| ---- | -------------------------- | ---------------------------- | ------------------------------------ | -------------------- |
| 1975 | 202,96                     | 24,1                         | 84,65                                | 25,4                 |
| 1980 | 215,13                     | 32,9                         | 88,36                                | 33,0                 |
| 1985 | 180,52                     | 29,7                         | 73,48                                | 29,5                 |
| 1990 | 155,53                     | 29,7                         | 66,92                                | 29,7                 |
| 1995 | 81,31                      | 32,4                         | 37,88                                | 32,0                 |
| 2000 | 79,18                      | 36,9                         | 38,1                                 | 36,2                 |
| 2005 | 77,25                      | 38,0                         | 32,33                                | 37,6                 |
| 2007 | 75,54                      | 38,5                         | 28,48                                | 36,0                 |
| 2008 | 77,67                      |                              | 26,64                                |                      |
| 2009 | 72,22                      |                              | 25,49                                |                      |

Таблиця. Виробництво вугільного концентрату для коксування в Україні, млн т 
| Марка вугілля | 2006 р. | 2007 р. | 2008 р. | 2010 р. (прогноз) |
| ------------- | ------- | ------- | ------- | ----------------- |
| К             | 6,0     | 6,1     | 8,6     | 12,4              |
| Ж             | 7,8     | 7,6     | 7,8     | 7,8               |
| П             | 0,3     | 0,4     | 0,6     | 0,6               |
| Г             | 5,5     | 4,5     | 7,4     | 7,4               |
| Всього        | 19,6    | 18,6    | 24,4    | 28,2              |

На 1.01.1996 у вугільній промисловості працювало 740 тис. чол. Основний вугільний басейн України — Донецький. Значна частина вугілля залягає у Львівсько-Волинському кам'яновугільному та Дніпровському буровугільному басейнах. Освоюються нові вугільні райони — Західний Донбас (Дніпропетровська область) і Південний Донбас (між Донецьком і Маріуполем).
Вугільна промисловість України постачає свою продукцію для потреб електроенергетики (майже 38 % від загального обсягу поставок), коксохімії (22 %), населення (11 %), комунально-побутових (3 %) та ін. споживачів (26 %). Галузь є складним виробничо-технічним комплексом, що складається з кількох підгалузей.
У складі вугільної промисловості діють близько 250 шахт і 6 розрізів, близько 60 збагачувальних фабрик, 3 шахтобудівні комбінати, 17 заводів вугільного машинобудування, 20 галузевих інститутів, гірничорятувальна служба, спеціалізовані об'єднання і виробництва з ремонту, налагодження й обслуговування гірничошахтного устаткування, розв'язання екологічних проблем, геологічної розвідки, залізничного та автомобільного транспорту, торгівлі, об'єкти соціальної сфери тощо. Видобуток вугілля в 1995–97 рр. становив 70-100 млн. т на рік. У вугільній промисловості практично повністю завершено механізацію виймання вугілля, доставку вугілля в очисних вибоях, відкатку вугілля, навантаження вугілля у залізничні вагони.
Програма розвитку вугільної промисловості до 2005 р. як один зі стратегічних напрямків передбачала реструктуризацію галузі з необхідністю закриття нерентабельних шахт. До 2005 р. до цієї категорії потенційно було зараховано близько 100 шахт, 30 з яких забезпечені запасами до 5 років.
Продуктивність праці у вугільній промисловості України удвічі нижча, ніж у Польщі і Німеччині, у 15 разів нижча, ніж у США. При досить схожих геологічних умовах видобутку на одного працюючого в Україні (при семиденному робочому тижні) у 1998 році вона склала 158 т, 270 т — у 2001 році, а в Західній Європі — понад 500 т (при шестиденному робочому тижні). У вуглепромисловому районі Пенсильванія (США) продуктивність праці становить близько 500 т на місяць.

### Станом на 2008р.
Вугільна промисловість України характеризується такими даними:
- Шахтний фонд на травень 2008 р. становив 160 шахт, з них 140 — державні. У 1991 р. нараховувалося 276 шахт.
- Виробнича потужність українських шахт у 2007 р. — 95 млн. т вугілля на рік. У 1991 р. — 193 млн. т.
- Кількість діючих лав Міністерства вугільної промисловості України у 2007 р. — 253, в тому числі комплексно-механізованих — 143.
- Навантаження на очисний вибій: завдання 790—740 т/добу (2006—2007 рр.).
- Продуктивність праці робітника (2007 р.) — 21,9 т/місяць.
- Середня глибина розробки вугільних пластів — понад 720 м. До 20 % шахт працюють на горизонтах 1000—1400 м.
- Середня товщина вугільного пласта — близько 1 м. У Донбасі близько 85 % вугілля укладено в пластах потужністю до 1,2 м.
- Залягання пластів: пологе (65 %) і крутоспадне (35 %).
- Людський потенціал вугільної галузі. За 1992—2008 рр. чисельність працівників у галузі зменшилася на 640 тис. чол (74 % загальної кількості) і в кінці 2008 р. становить близько 224 тис. чол.
- Фактори небезпеки українських вугільних шахт: 90 % шахт небезпечні за метаном, 60 % — за вибухами вугільного пилу; 45 % — за раптовими викидами; 22 % — за самозайманням вугілля. У 2002 р. коефіцієнт травмування становив на 1 млн т 26,7 осіб, коефіцієнт смертельного травматизму — 3,3 осіб. Кількість професійних захворювань — 56 тис. осіб. Крім того, для шахтного фонду характерне застаріле обладнання (99 шахт Донбасу були введені в експлуатацію у довоєнні часи, 80 % шахт працюють без реконструкції більш як 20 років).

### Станом на 2014р.
У 2014 році бюджетні дотації державним вугільним підприємствам Донецької та Луганської областей сягнули значної суми в 34 мільярди гривень. Ці кошти були спрямовані на покриття збитків шахт та виплату заробітної плати шахтарям, що відображає масштаби державної підтримки вугільної галузі у цих регіонах.

### Після 2014 року
У зв'язку з російсько-українською війною експерти оцінили падіння видобутку українського вугілля за 2014 рік на 60 %. Видобуток вугілля за жовтень 2014 року становив 1 140 млн. і скоротився порівняно з жовтнем 2013 року на 64,9 % або на 2 108 млн. тонн.
Внаслідок війни на Донбасі станом на 28.08 2018 року приблизно 69 функціонуючих державних вугільних шахт залишилися на неконтрольованій території. На підконтрольній Україні території залишилось 33 шахти. Прибутковими вважаються 4..
У 2023 році міністр енергетики Герман Галущенко заявив, що Україні треба збільшувати видобуток вугілля для забезпечення потреб генерації. У той же час, Прем'єр-міністр Денис Шмигаль заявив, що Україна налаштована реалізувати модель справедливої трансформації вугільних регіонів.

## Трансформаційні процеси у вугільній промисловості України
- 1996 р. — початок реструктуризації на основі 253 вугледобувних і вуглепереробних підприємства створено 32 державні холдингові компанії (ДХК).
- 1997—1999 рр. — обсяг видобутку — 81,0 млн т. Бюджетні кошти виділяються тільки для підтримки стабільного обсягу видобутку.
- 2000—2003 рр. — перші спроби приватизації (шахта «Комсомолець Донбасу»), прийняття програми «Українське вугілля», укрупнення вугільних підприємств: 32 ДКХ створили 21 державне підприємство.
- з 2004 р. — Створення національної акціонерної компанії «Вугілля України» та ліквідація після повернення підприємств у сферу управління Мінвуглепрому України.
- 2020 р. — прийнято рішення, що збиткові державні шахти буде закрито упродовжи 10 років.[16]
- 2020 р. — для розслідування причин збитковості підприємств вугільно-промислового комплексу Верховна Рада створила тимчасову слідчу комісію.[17]

## Екологічні проблеми
Екологічні проблеми у вугільних басейнах України залежать від технічного рівня шахт. Його оцінка була зроблена у зв'язку із формуванням Програми розвитку Донецького басейну до 1995 р. Застаріле морально і фізично обладнання, застаріла технологія, недостатня механізація і автоматизація процесів вуглевидобутку — всі ці фактори не сприяють покращанню умов роботи шахтарів, якості продукції і екологічного стану. Науково — дослідницькі роботи недостатньо ефективні. Вони повинні проводитись у напрямі комплексного вивчення вугілля, порід, супутніх корисних копалин і токсичних компонентів, що містяться в них, у напрямі пошуків закономірностей розповсюдження супутніх копалин і шкідливих компонентів.
Запущеність шахтного фонду Донбасу очевидна. Він найстаріший у країні. Кожна третя шахта працює більше 50 років і тільки 23 шахти (або 8,3 %) експлуатуються менше 20 років. За весь післявоєнний період було реконструйовано менше одної третини з нині діючих шахт.
Більше ніж на третині шахт Донбасу розробляються пласти, небезпечні за раптовими викидами вугілля і газу. Статистика останніх десяти років показала, що в басейні в середньому щорічно відбувалося 300 газодинамічних явищ, більшість з них (208) — у підготовчих вибоях, менше (92) — в очисних. Більше 40 шахтопластів у 21 шахті схильні до гірничих ударів.

## Галерея
|                                   |
| Динаміка вуглевидобутку в Україні |

|  |
|  |

|  |
|  |

## Виробничі одиниці на початку XXI ст
Об'єднання, холдінги:
- Донвугілля
- Донецьквугілля
- Макіїввугілля
- Мирноградвугілля
- Селидіввугілля
- Добропіллявугілля
- Артемвугілля
- Торецьквугілля
- Орджонікідзевугілля
- Шахтарськантрацит
- Жовтеньвугілля
- Торезантрацит
- Сніжнеантрацит
- Луганськвугілля
- Первомайськвугілля
- Лисичанськвугілля
- Краснодонвугілля
- Донбасантрацит
- Антрацит (холдинг)
- Ровенькиантрацит
- Свердловантрацит
- Павлоградвугілля
- Львіввугілля
- Волиньвугілля
- Олександріявугілля

Шахти, підпорядкованість яких на початку XXI ст. змінювалася:
- Шахта імені О. Ф. Засядька
- ДВАТ "Шахта «Надія»
- ПАТ Шахтоуправління «Покровське»
- ДВАТ «Шахта Південнодонбаська № 1 ім. Героїв 9-ї стрілецької дивізії»
- ДВАТ «Шахта Південнодонбаська № 3»
- ДВАТ "Шахта «Бутовка-Донецька»
- Шахта № 17-17-біс
- ДВАТ «Шахта ім. Гайового»
- ДВАТ "Шахта «Новодзержинська»
- Шахта «Родіна»
- «Луганськвуглебудреструктуризація»
- ДВАТ «Шахта ім. Кірова»
- ДВАТ "Шахта «Перевальська»
- ДП "Шахта «Україна»
- ДП "Вугільна компанія «Шахта „Краснолиманська“»
- ДП "Шахта «Краснодарська-Південна»
- Шахта «Комсомолець Донбасу»
- Вуглезбагачувальні фабрики України

Колишні копанки:
- Шахта ТОВ "Гранд - Інвест Плюс"